# Сезон атлантических ураганов 2010 года
Сезон атлантических ураганов 2010 года официально начался 1 июня и завершился 30 ноября — данные даты являются условными границами периода, в котором ежегодно в Атлантике наблюдается наибольшее количество тропических циклонов.
Сезон 2010 года был открыт ураганом второй категории Алекс, который в фазе тропического шторма по шкале классификации Саффира — Симпсона прошёлся по полуострову Юкатан и через несколько дней на пике интенсивности обрушился на континентальную часть в районе границы между Мексикой и южной частью штата Техас. В течение июля и первой половины августа в атлантическом бассейне наблюдались тропические циклоны сравнительно малой интенсивности, а со второй половины августа активность атмосферных возмущений в Атлантике резко пошла вверх. За четыре последующих недели образовалось восемь тропических штормов, шесть из которых представляли собой тропические циклоны типа Кабо-Верде, а четыре из них (Даниэлла, Эрл, Игорь и Джулия) достигли статуса катастрофических ураганов, то есть на пике интенсивности классифицировались по шкале Саффира — Симпсона, как ураганы третьей категории и выше.

## Метеопрогнозы сезона
Перед каждым сезоном атлантических ураганов и на протяжении нескольких лет подряд специалистами публикуются несколько различных прогнозов метеорологической обстановки в Атлантике: одну группу прогнозов возглавляет профессор Филип Дж. Клотцбах из Университета штата Колорадо (CSU), другая крупная группа специалистов работает в Национальном управлении океанических и атмосферных исследований (NOAA).
Группа профессора Клотцбаха (ранее возглавляемая профессором Уильямом М. Греем) рассчитывает прогноз исходя из значений среднего числа тропических штормов в сезоне (с 1950 по 2005 годы) равным 9,6, среднего числа ураганов в 5,9 и среднего количества сильных ураганов (тропические штормы с силой урагана третьей категории и выше по шкале классификации Саффира — Симпсона) равным 2,3, а также из среднего индекса накопленной энергии циклонов (ACE) в сезоне, составляющим 96,1. Национальное управление океанических и атмосферных исследований рассчитывает прогнозы, основываясь на отметках «выше нормы», «близко к норме» и «ниже нормальной комбинации количества штормов», средней силы ураганов, количества сильных ураганов и показателя накопленной энергии циклонов ACE.

### Предварительный прогноз сезона 2010 года
9 декабря 2009 года исследовательская группа проф. Клотцбаха обнародовала свой первый прогноз на сезон атлантических ураганов 2010 года, полагая, что общая циклонная активность в Атлантике составит выше среднего уровня и прогнозируя количество тропических штормов от 11 до 16 единиц, ураганов от 8 до 9 единиц, четыре сильных урагана и накопленную энергию циклонов в диапазоне от 100 до 162. Учёные опубликовали прогноз, исходя из предположения более сильного прогрева вод Атлантического океана и исчезновения к началу сезона атлантических ураганов тёплого течения Эль-Ниньо, благодаря которому в бассейне возникает большое число сдвигов ветра, в ряде случаев препятствующих образованию тропических циклонов.
Прогноз на сезон 2010 года группы учёных и студентов Университета Северной Каролины под руководством профессора Лиан Сы включал в себя от 15 до 18 штормов, из которых от 8 до 11 предположительно дойдут до стадии тропического урагана. В этом же исследовании прогнозировалось, что от 3 до 6 циклонов дойдут до побережья Мексиканского залива, как минимум один из которых обрушится на сушу в статусе урагана первой категории. Прогноз университета Северной Каролины на 2010 год не включал в себя информацию по предполагаемому количеству катастрофических ураганов в бассейне Атлантического океана.
27 мая 2010 года свой прогноз опубликовало Национальное управление океанических и атмосферных исследований (NOAA). Согласно ему, сезон 2010 года в Атлантике ожидался «очень активным» — от 14 до 23 тропических штормов, от 8 до 14 ураганов и от 3 до 7 сильных ураганов (со статусом третьей категории и выше по шкале классификации Саффира — Симпсона). Утверждение специалистов NOAA о большой активности сезона базировалось на существенном уменьшении сдвигов ветра в атмосфере над Атлантикой, повышении температуры в регионе и тёплой фазе так называемого Североатлантического колебания. По словами ведущего метеоролога NOAA Джерри Белла уровень активности в сезоне 2010 года будет в первую очередь зависеть от появления в бассейне Атлантического океана течения Эль-Ниньо и от глубины смещения постоянно действующего Азорского антициклона.

### Коррекция прогноза в течение сезона
2 июня 2010 года команда проф. Клотцбаха скорректировала свой первоначальный прогноз на сезон атлантических ураганов 2010 года, предполагая среднюю активность сезона в 18 тропических штормов, 10 ураганов и 5 ураганов третьей категории и выше. Специалисты существенно повысили ожидаемый уровень активности в бассейне, отметив при этом 76-процентную вероятность прихода к морскому побережью США катастрофического урагана (средняя вероятность такого события составляет 52 % из расчёта наблюдений в Атлантике за последние сто лет). Вероятность вторжения урагана категории 3 и выше на полуостров Флориды, по расчётам метеорологов, составляла 51 процент при среднем значении 30 процентов также за последние сто лет наблюдений за тропическими циклонами Атлантики.
17 июня 2010 года свой прогноз на сезон выпустило метеорологическое агентство Великобритании Met Office (UKMO), согласно которому с 70%-ной вероятностью ожидалось от 13 до 27 тропических штормов в периоде с июля по ноябрь. С той же степенью вероятности UKMO рассчитало индекс накопленной энергии циклонов в сезоне, составивший 204 единицы (в диапазоне от 90 до 319 единиц).

## Тропические циклоны

### Ураган Алекс
12 июня 2010 года у западного побережья Африки возникла тёплая тропическая волна, вышедшая в Атлантический океан и медленно двигавшаяся в западном направлении в сторону Карибского моря. 20 июня грозовой фронт циклона пересёк Наветренные Антильские острова в юго-восточной части Карибского моря, к концу следующих суток прошёл территории Пуэрто-Рико, Гаити, Ямайки и восточной части Кубы, при этом конвективные воздушные массы циклона стали более слабыми и дезорганизованными.
К концу дня 24 июня метеорологи зарегистрировали усиление грозовой активности в центре циклона и одновременное падение атмосферного давление во всей области атмосферного возмущения. Поздно вечером 25 июня специалисты авиаподразделения Hurricane Hunters подтвердили факт реорганизации ложбины низкого давления в тропическую депрессию, которая к тому времени находилась в 120 километрах к северо-востоку от побережья Гондураса.
В ночь с 26 на 27 июня сотрудники спецподразделения Hurricane Hunters доложили о скорости ветра в шторме, составившем 100 км/ч, утром 27 июня тропический шторм Алекс вошёл на территорию Белиза к северу от столицы страны, а затем вступил в акваторию Мексиканского залива, к середине суток 29 июня охватывая всю его западную часть. В течение 30 июня Алекс находился в благоприятных для дальнейшего усиления погодных условиях, достигнув к концу дня интенсивности второй категории и продолжая движение к северо-восточной части побережья Мексики. В 9 часов утра следующих суток ураган Алекс обрушился на континентальное побережье в районе муниципалитета Сото-ла-Марина (штат Тамаулипас, Мексика)

### Тропическая депрессия 2
3 июля 2010 года, в день расформирования урагана Алекс, в западной части акватории Карибского моря тропическая волна тёплого воздуха породила две области конвекции, одна из которых уже на следующие сутки стала проявлять признаки структурной организации циклона с одновременным понижением атмосферного давления в центре образования. В течение двух дней циклон пересёк полуостров Юкатан и вышел в Мексиканский залив, причём его конвекция стала чуть менее организованной. Несмотря на это, специалисты Национального центра прогнозирования ураганов США заявили об однозначном усилении циклона в ближайшие несколько суток, поскольку область низкого давления вступила в зону с высокой влажностью и тёплой морской водой. К концу суток 7 июля область циклона приобрела первую замкнутую изобару, что стало достаточным основанием для его классификации в качестве Тропической депрессии 2 — второго тропического циклона в сезоне атлантических ураганов 2010 года. Атмосферное возмущение к этому времени находилось в 495 километрах к востоку от города Ла-Песка (штат Тамаулипас, Мексика).
С учётом того, что депрессия находилась в условиях, по всем параметрам благоприятствующим для её дальнейшего развития, Национальный центр прогнозирования ураганов США выпустил штормовое предупреждение для акватории Мексиканского залива и прибрежных территорий с указанием большой вероятности усиления Тропической депрессии 2 до тропического шторма и далее до урагана первой категории в течение следующих 24 часов. Предупреждения о надвигающейся стихии были объявлены для прибрежных районов на северо-востоке Мексики и южной части штата Техас, то есть для тех же территорий, что и во время прохождения урагана Алекс. Циклон, однако, не успел набрать силу тропического шторма и в начале следующих суток в фазе тропической депрессии вторгся на континентальную часть в районе города Саут-Падре-Айленд (штат Техас), устойчивая скорость ветра в атмосферном образовании при этом составляла 55 км/час.

### Тропический шторм Бонни
В начале июля от западного побережья Африки в Атлантический океан вышла очередная тропическая волна. 17 июля в области движущейся волны стали появляться первые признаки образования устойчивой конвекции, атмосферное возмущение на данном этапе находилось к северо-востоку от Малых Антильских островов. В течение следующих нескольких дней циклон медленно усиливался, двигаясь в направлении на запад-северо-запад, пока к началу суток 22 июля в нём не образовалась первая замкнутая изобара. После этого специалисты Национального центра прогнозирования ураганов США (NHC) констатировали образование Тропической депрессии 3, которая к тому времени находилась над юго-восточной частью Багамских островов. К середине тех же суток NHC повысил статус депрессии до уровня тропического шторма по шкале классификации ураганов Саффира — Симпсона, присвоив ему собственное имя Бонни — очередное в списке атлантических циклонов сезона 2010 года.
22 июля без дальнейшего усиления интенсивности Тропический шторм Бонни прошёл над Багамскими островами и вышел в Мексиканский залив, двигаясь к юго-восточной части побережья штата Флорида. Утром 23 июля циклон ослаб до уровня тропической депрессии. Вопреки ожиданиям метеорологов, прогнозировавших усиление Бонни до фазы урагана первой категории над Мексиканским заливом, к началу суток 24 июля тропическая депрессия расформировалась над северной частью акватории залива. Остатки циклона достигли юго-восточной части штата Луизиана и юго-западной части штата Миссисипи, в которых были объявлены предупреждения о возможных сильных грозах и торнадо.
Непосредственно перед достижением интенсивности тропической депрессии циклон прошёлся сильными дождями в Пуэрто-Рико и на Гаити, вызвав обширные наводнения в обоих районах. В Пуэрто-Рико паводки привели к смерти одного человека, в Доминиканской Республике около 6500 человек нуждались в эвакуации в более безопасные места. По заявлениям официальных властей в Доминиканской Республике выпало более 100 мм осадков, некоторые города страны оказались отрезанными вследствие обрушения мостов. В США перед надвигающиейся на штат Луизиана тропической стихией губернатор штата Бобби Джиндал объявил чрезвычайное положение на 22 июля 2010 года.

### Тропический шторм Колин
29 июля 2010 года метеорологи Национального центра прогнозирования ураганов США начали отслеживать область низкого давления, расположенную на западе-юго-западе от островов Кабо-Верде. Циклон перемещался в направлении Карибского моря, к утру 2 августа достиг интенсивности тропической депрессии, а на следующий день усилился до уровня тропического шторма по шкале классификации Саффира — Симпсона, получив при этом собственное имя Колин — следующее в списке имён тропических циклонов сезона атлантических ураганов 2010 года. Шторм достаточно быстро двигался в западном направлении, оставаясь при этом аномально компактным в размерах покрываемой территории (всего около 100 километров в диаметре), к концу суток 2 августа прошёл через область с сильными сдвигами ветра и резко снизил интенсивность, став к утру следующего дня обычной областью низкого давления.
Спустя два дня, находясь к северо-востоку от Малых Антильских островов, циклон реорганизовал собственную конвекцию, не имея однако к тому время чётко выраженной системы циркуляции и замкнутой изобары. Во второй половине суток 5 августа Колин почти внезапно усилился до уровня тропического шторма, находясь к тому времени к югу от Бермудских островов. Циклон продолжал дальнейшее движение на запад-северо-запад, ранним утром 8 августа был понижен до уровня тропической депрессии, а к 21:00 по всемирному координированному времени расформировался в несколько областей пониженного давления. Остатки циклона рассеялись в 97 километрах к северо-западу от Бермудских островов.

### Тропическая депрессия 5
9 августа 2010 года около восточного побережья штата Флорида образовалась область низкого давления. Несмотря на непосредственную близость к континентальной части и наблюдавшиеся в данном районе сильные сдвиги ветра, атмосферное возмущение постепенно стало более организованно, а спустя 24 часа специалисты Национального центра прогнозирования ураганов США выпустили метеорологическую сводку, в которой с 50%-ной вероятностью полагали усиление области низкого давления до уровня тропической депрессии в ближайшие двое суток. К концу суток 10 августа циклон действительно достиг интенсивности депрессии с ближайшей перспективой усиления до фазы тропического шторма по шкале классификации Саффира — Симпсона. На следующий день совокупность неблагоприятных для дальнейшего развития циклона факторов взяла верх и к концу суток депрессия расформировалась в обычную область низкого давления.
Остатки циклона далее дрейфовали в южном направлении, затем снова переместились в акваторию Мексиканского залива. Метеорологи Национального центра прогнозирования ураганов США с 80%-ной вероятности предсказывали реорганизацию области низкого давления в тропическую депрессию, однако циклон не смог образовать конвективную систему воздушных потоков, подошёл к побережью штата Луизиана и окончательно рассеялся над континентальной частью 17 августа 2010 года.
В рамках подготовки к подходу тропической стихии корпорация BP на несколько дней приостанавливала работы по ликвидации последствий от взрыва нефтяной платформы Deepwater Horizon в Мексиканском заливе.

### Ураган Даниэлла
19 августа 2010 года от западного побережья Африки в Атлантический океан вышла обширная тропическая волна. Связанная с волной область низкого давления вследствие благоприятных факторов (высокая температура поверхности воды и отсутствие сдвигов ветра в атмосфере) 21 августа организовалась в тропическую депрессию, находясь вблизи островов Кабо-Верде, на следующий день усилилась до уровня тропического шторма, а ещё день спустя — до урагана первой категории по шкале классификации Саффира — Симпсона. Циклон получил собственное имя Даниэлла из списка имён сезона атлантических ураганов 2010 года, став вторым ураганом сезона и первым тропическим циклоном класса Кабо-Верде в 2010 году. В конце суток 23 августа Даниэлла укрепилась до урагана второй категории, а на следующий день ослабла до первой категории по причине неожиданного появления на её пути фронта сухого воздуха и области с большим количеством сдвигов ветра. Поздним вечером 24 августа циклон снизил интенсивность до уровня тропического шторма, но уже через несколько часов вновь набрал силу до урагана первой, а затем и второй категории по шкале Саффира — Симпсона, образовав при этом ярко выраженный глаз бури в центре спирального вращения циклона.
27 августа специалисты Национального центра прогнозирования ураганов США констатировали усиление урагана до третьей и короткое время спустя — до четвёртой категории. Ураган Даниэлла тем самым стал первым катастрофическим ураганом в сезоне тропических циклонов Атлантики 2010 года. Двигаясь по южной границе постоянно действующего Азорского антициклона, ураган постепенно поворачивал на север и, вступая во всё более холодные воды, последовательно снижал собственную интенсивность до третьей, второй и затем первой категории по шкале Саффира — Симпсона. С переходом в стадию тропического шторма Даниэлла потеряла «глаз бури» и 31 августа вышла во внетропическую фазу, находясь к этому времени к юго-востоку от побережья канадской провинции Ньюфаундленд и Лабрадор. Остатки атмосферного возмущения 4 сентября были полностью поглощены обширным субполярным циклоном над Гренландией.
Штормовые волны от Урагана Даниэлла стали причиной смерти одного человека в окрестностях Сэтилайт-Бич (штат Флорида, США).

### Ураган Эрл
22 августа от западного побережья африканского континента в Атлантический океан вышла тропическая волна тёплого воздуха. В очередной метеосводке специалисты Национального центра прогнозирования ураганов США (NHC) с вероятностью в 90 % определили шанс зарождения в зоне волны тропического циклона в ближайшие несколько дней. Следуя прогнозам метеорологов, 25 августа к востоку от зоны действия урагана Даниэлла образовалась Тропическая депрессия 7, которая к утру следующих суток набрала мощь до уровня тропического шторма по шкале Саффира — Симпсона и получила собственное имя Эрл — следующее по списку сезона атлантических ураганов 2010 года. В течение почти двух дней шторм очень медленно усиливался, сохраняя атмосферное давление в центре стихии в 752,3 миллиметров ртутного столба и устойчивую скорость ветра в 72 километра в час. Затем скорость ветра скачкообразно возросла до 96 км/ч и оставалась на данном значении в течение следующих 12 часов.
29 августа Эрл достиг интенсивности урагана первой, а на следующие сутки — четвёртой категории по шкале классификации Саффира — Симпсона, став вторым по счёту катастрофическим ураганом сезона 2010 года. 1 сентября интенсивность тропической стихии ослабла до третьей категории, но после реорганизации «глаза бури» вновь достигла четвёртой категории по Саффиру — Симпсону. Вступив в полосу относительно холодной морской поверхности, к концу суток 1 сентября сила урагана Эрл последовательно снижалась до третьей и затем второй категории по шкале классификации ураганов.
2 сентября Эрл прошёл вблизи мыса Хаттерас, вызвав в регионе сильнейшие проливные дожди, порывистый ветер ураганной мощи и высокий штормовой нагон на морское побережье. Благодаря жёстким требованиям, предъявляемым к строительству зданий на мысе Хаттерас, ущерб от тропической стихии оказался минимальным как на территории самого мыса, так и в целом вдоль морского побережья штата Северная Каролина. 3 сентября ураган ослаб до уровня первой категории и изменил направление движения вдоль морского побережья Новой Англии, оказав незначительное воздействие на штаты Нью-Джерси, Делавэр, Пенсильвания и южную часть штата Нью-Йорк. К концу суток Эрл снизил интенсивность до фазы тропического шторма, двигаясь вдоль юго-восточного побережья Новой Англии.
4 сентября 2010 года в фазе сильного тропического шторма Эрл дважды обрушивался на территорию канадской провинции Новая Шотландия и один раз — на остров Принца Эдуарда. В Галифаксе и его окрестностях было вырвано с корнем множество деревьев и повреждены линии электропередач. В целом воздействие циклона было весьма похожим на прохождение урагана Хуан в 2003 году, однако общий материальный ущерб от Эрла оказался несравнимо меньше по сравнению с сезоном 2003 года. Удар тропической стихии стал причиной двух смертей — один человек погиб в провинции Новая Шотландия и ещё один — на Подветренных Антильских островах. Страны Карибского бассейна оценили ущерб от прошедшей стихии в 150 миллионов долларов США.

### Тропический шторм Фиона
Вслед за тропической волной, в области возмущения которой образовался ураган Эрл, с западной части африканского континента в Атлантику вышла ещё одна волна тёплого воздуха. В течение нескольких дней связанная с ней область пониженного давления претерпевала различного рода изменения, пока к 30 августа внезапно не реформировалась в тропический шторм, пропустив при этом стадию тропической депрессии. Шторм получил собственное имя Фиона — следующее по списку в сезоне атлантических ураганов 2010 года. Дальнейшее развитие стихии оказалось весьма затруднительным вследствие её движения над полосой относительно холодной морской поверхности и в зоне действия сильных сдвигов ветра, образовавшейся по пути следования урагана «Эрл». Устойчивая скорость ветра в тропическом шторме Фиона на короткое время достигла своего пикового значения в 100 км/час, после чего циклон начал медленно ослабевать.
2 сентября конвекция тропического шторма была едва различима на метеорологических радарах. К началу суток 4 сентября, находясь к югу от Бермудских островов, тропический циклон «Фиона» расформировался в обычную область низкого давления, величина выпавших осадков при этом составила порядка 25 миллиметров. Траектория движения тропического шторма «Фиона» оказалась весьма схожей с траекторией тропического шторма Колин, более того — значительная часть пути обоих циклонов оказалась практически идентична друг другу.

### Тропический шторм Гастон
В конце августа 2010 года у западного берега африканского континента в области тропического возмущения возникла очередная область низкого давления, которая к началу суток 1 сентября организовалась в тропический циклон, в середине того же дня — в девятую по счёту тропическую депрессию в сезоне атлантических ураганов 2010 года, а уже к концу суток циклон набрал силу до уровня тропического шторма, получив следующее собственное имя в сезоне — «Гастон».
По расчётам специалистов Национального центра прогнозирования ураганов США тропический шторм «Гастон» должен был усилиться сначала до статуса урагана, а затем и до уровня катастрофического урагана третьей категории по шкале классификации Саффира — Симпсона. Тем не менее, при дальнейшем движении циклон вступил в область сухого воздуха и, не имея подпитки конвекции, снизил собственную интенсивность до уровня тропической депрессии, а затем и вовсе выродился в обычную область низкого давления. Метеорологи NHC сперва предполагали, что остатки тропического шторма будут расформировываться в течение следующих пяти дней, однако, 4 сентября специалисты обнаружили повторное появление в области низкого давления замкнутой изобары, что свидетельствовало о достижении циклоном уровня тропической депрессии, сохранявшемся в течение следующих 18 часов. Национальный центр прогнозирования ураганов США выпустил метеосводку с 70-80%-ной вероятностью усиления депрессии до фазы тропического шторма. Тем не менее, циклон очередной раз повёл себя вопреки всем прогнозам, прошёл вблизи Подветренных Антильских островов и полностью расформировался 9 сентября 2010 года.

### Тропический шторм Эрмина
В начале суток 6 сентября 2010 года в районе залива Кампече в обширной области атмосферной ложбины образовался тропический циклон, который утром того же дня усилился до фазы тропической депрессии, а ещё через несколько часов достиг статуса тропического шторма, получив следующее собственное имя Эрмина из списка сезона атлантических ураганов 2010 года. В течение дня шторм продолжал усиливаться и на следующий день обрушился на северо-восточное побережье Мексика к югу от города Матаморос (штат Тамаулипас), устойчивая скорость ветра при этом составляла около 100 километров в час. Вскоре после вторжения на континент шторм снизил собственную интенсивность до уровня тропической депрессии.
Наибольший ущерб от удара тропического шторма Эрмина зафиксирован в долине Рио-Гранде, где основные повреждения инфраструктуре были нанесены падающими деревьями. Кроме того, значительная часть региона была обесточена вследствие массового повреждения магистральных линий электропередач. В окрестностях Ямайка-Бич (штат Техас) в волнах штормового нагона утонула женщина. Вечером 7 сентября в городе Остин (Техас) было объявлено несколько предупреждений о торнадо. Позднее поступили подтверждения о двух торнадо — один к востоку от Остина, второй — непосредственно в черте самого города.
Двигаясь в северо-восточном направлении, 9 сентября «Эрмина» вышла во внетропическую фазу и спустя несколько часов полностью расформировалась над континентальной частью Соединённых Штатов Америки.

### Ураган Карл
Ураган Карл — самый разрушительный тропический циклон из когда-либо зарегистрированных, поразивших мексиканский штат Веракрус. Одиннадцатый тропический шторм, шестой ураган и пятый и последний сильный ураган сезона ураганов 2010 года в Атлантическом океане. Карл сформировался из области низкого давления у северного побережья Венесуэлы 11 сентября 2010 года. Он пересёк Карибский бассейн и усилился до тропического шторма 14 сентября 2010 года. Циклон обрушился на мексиканский полуостров Юкатан, а затем быстро усилился в заливе Кампече, прежде чем вышел на сушу вблизи города Веракрус на центральном побережье Мексиканского залива, в виде значительного урагана. Это стало первым известным случаем возникновения значительного урагана в заливе Кампече. После этого шторм быстро ослабел над горами Мексики и рассеялся 18 сентября.

## Названия тропических штормов
Для сезона атлантических ураганов 2010 года был определён нижеследующий список названий, при этом неиспользованные в сезоне имена выделены светло-серым цветом. Весь список имён повторяется каждые шесть лет, данный перечень действовал в сезоне 2004 года, за исключением имён «Колин», «Фиона», «Игорь» и «Джулия», которые заменили три названия Чарли, Фрэнсис, Иван и Жанна соответственно по причине их навечного закрепления за разрушительными тропическими циклонами сезона 2004 года. Все новые имена были использованы в сезоне 2010 года.
В сезоне атлантических ураганов 2010 года пока не образовывалось тропических штормов и ураганов, названия которых вследствие порождённых ими разрушительных последствий были бы закреплены за ними навечно, поэтому весь список имён планируется к повторению на сезон атлантических ураганов 2016 года, то есть через шесть лет.
| - Алекс - Бонни - Колин - Даниэлла - Эрл - Фиона - Гастон | - Эрмина - Игорь - Джулия - Карл - Лиза - Мэттью - Николь | - Отта - Паула - Ричард - Шери - Томас - Вирджиния (не использовано) - Уолтер (не использовано) |

## Накопленная энергия циклонов (ACE)
| 1            | 27,8 | Эрл      | 7  | 1,95  | Колин  |
| 2            | 25,2 | Игорь    | 8  | 1,27  | Эрмина |
| 3            | 21,8 | Даниэлла | 9  | 1,12  | Карл   |
| 4            | 7,99 | Джулия   | 10 | 0,368 | Бонни  |
| 5            | 6,78 | Алекс    | 10 | 0,368 | Гастон |
| 6            | 2,94 | Фиона    |    |       |        |
| Всего: 100,1 |      |          |    |       |        |

В таблице справа показана накопленная энергия циклонов (ACE) для каждого атмосферного возмущения сезона атлантических ураганов 2009 года, имевших статус тропического шторма и урагана любой категории. Вообще говоря, ACE представляет собой параметр, определяющий меру мощности тропического шторма и официально рассчитывается только для тропических систем, постоянная скорость ветра в которых достигает 63 км/ч.

## Последствия от циклонов в сезоне
Ниже приведена таблица всех тропических штормов и ураганов сезона 2010 года в бассейне Атлантического океана с перечислением их контактов с сушей, если они происходили в истории атмосферного образования. При этом в колонке «Контакт с сушей» циклоны раскрашены в цвет, соответствующий силе стихии по шкале классификации ураганов Саффира — Симпсона в момент её обрушения на континентальную или островную часть суши. В графе человеческих смертей в скобках раздельно приводятся данные по погибшим от удара стихии и от её последствий (например, в результате дорожно-транспортного происшествия, произошедшего от падающих деревьев).
| Шкала ураганов Саффира — Симпсона |    |   |   |   |   |   |
| TD                                | TS | 1 | 2 | 3 | 4 | 5 |

| Имя шторма   | Активность                       | Шторм на пике интенсивности | Макс. ветер (mph) | Мин. давление (мбар) | ACE   | Контакт с сушей                                         | Контакт с сушей | Контакт с сушей | Ущерб (млн USD) | Смертей |
| Имя шторма   | Активность                       | Шторм на пике интенсивности | Макс. ветер (mph) | Мин. давление (мбар) | ACE   | Где                                                     | Когда           | Ветер (mph)     | Ущерб (млн USD) | Смертей |
| ------------ | -------------------------------- | --------------------------- | ----------------- | -------------------- | ----- | ------------------------------------------------------- | --------------- | --------------- | --------------- | ------- |
| Алекс        | 25 июня – 2 июля                 | Ураган второй категории     | 105               | 947                  | 6,78  | Около Белиза (Белиз)                                    | 26 июня         | 65              | 1,885           | 32 (19) |
| Алекс        | 25 июня – 2 июля                 | Ураган второй категории     | 105               | 947                  | 6,78  | Сото-ла-Марина (Тамаулипас)                             | 1 июля          | 105             | 1,885           | 32 (19) |
| 2            | 8 июля – 9 июля                  | Тропическая депрессия       | 35                | 1005                 | -     | Саут-Падре-Айленд (Техас)                               | 8 июля          | 35              | минимальный     | 1       |
| Бонни        | 22 июля – 24 июля                | Тропический шторм           | 40                | 1005                 | 0,368 | Саут-Андрос (Багамские острова) - краем циклона         | 23 июля         | 40              | минимальный     | 1       |
| Бонни        | 22 июля – 24 июля                | Тропический шторм           | 40                | 1005                 | 0,368 | Катлер-Бэй (Флорида)                                    | 23 июля         | 40              | минимальный     | 1       |
| Колин        | 2 августа – 8 августа            | Тропический шторм           | 60                | 1005                 | 1,95  | Бермудские острова - краем циклона                      | 8 августа       | 35              | минимальный     | 1       |
| 5            | 10 августа – 11 августа          | Тропическая депрессия       | 35                | 1007                 | -     | нет                                                     | нет             | нет             | минимальный     | 0 (2)   |
| Даниэлла     | 21 августа – 31 августа          | Ураган четвёртой категории  | 135               | 942                  | 21,8  | нет                                                     | нет             | нет             | нет             | 2       |
| Эрл          | 25 августа – 5 сентября          | Ураган четвёртой категории  | 145               | 928                  | 27,8  | Барбуда                                                 | 30 августа      | 100             | 250             | 4       |
| Эрл          | 25 августа – 5 сентября          | Ураган четвёртой категории  | 145               | 928                  | 27,8  | Ангилья и Остров Святого Мартина - краем циклона        | 30 августа      | 110             | 250             | 4       |
| Эрл          | 25 августа – 5 сентября          | Ураган четвёртой категории  | 145               | 928                  | 27,8  | Анегада (Британские Виргинские острова) - краем циклона | 30 августа      | 125             | 250             | 4       |
| Эрл          | 25 августа – 5 сентября          | Ураган четвёртой категории  | 145               | 928                  | 27,8  | мыс Хаттерас (Северная Каролина) - краем циклона        | 3 сентября      | 105             | 250             | 4       |
| Эрл          | 25 августа – 5 сентября          | Ураган четвёртой категории  | 145               | 928                  | 27,8  | Чаттэм (Массачусетс) - краем циклона                    | 3 сентября      | 70              | 250             | 4       |
| Эрл          | 25 августа – 5 сентября          | Ураган четвёртой категории  | 145               | 928                  | 27,8  | Около Вестерн-Хэд (Новая Шотландия)                     | 4 сентября      | 70              | 250             | 4       |
| Эрл          | 25 августа – 5 сентября          | Ураган четвёртой категории  | 145               | 928                  | 27,8  | Масстаун (Новая Шотландия)                              | 4 сентября      | 70              | 250             | 4       |
| Эрл          | 25 августа – 5 сентября          | Ураган четвёртой категории  | 145               | 928                  | 27,8  | Шарлоттаун (Остров Принца Эдуарда)                      | 4 сентября      | 70              | 250             | 4       |
| Эрл          | 25 августа – 5 сентября          | Ураган четвёртой категории  | 145               | 928                  | 27,8  | острова Мадлен (Квебек) - краем циклона                 | 4 сентября      | 70              | 250             | 4       |
| Фиона        | 30 августа – 4 сентября          | Тропический шторм           | 65                | 997                  | 2.94  | нет                                                     | нет             | нет             | нет             | 0       |
| Гастон       | 1 сентября – 4 сентября          | Тропический шторм           | 40                | 1005                 | 0,368 | нет                                                     | нет             | нет             | нет             | 0       |
| Эрмина       | 6 сентября – 9 сентября          | Тропический шторм           | 65                | 991                  | 1,27  | Около Матамороса (Тамаулипас)                           | 7 сентября      | 65              | 150             | 6       |
| Игорь        | 9 сентября – до сих пор активен  | Ураган четвёртой категории  | 155               | 925                  | 26,7  | Брава (Кабо-Верде) - краем циклона                      | 9 сентября      | 45              | минимальный     | 0       |
| Джулия       | 12 сентября – до сих пор активен | Ураган четвёртой категории  | 135               | 950                  | 8,8   | Брава (Кабо-Верде) - краем циклона                      | 13 сентября     | 40              | минимальный     | 0       |
| Карл         | 14 сентября – до сих пор активен | Тропический шторм           | 65                | 991                  | 1,12  | Четумаль (Кинтана-Роо)                                  | 15 сентября     | 65              | нет данных      | 0       |
| Итоги сезона |                                  |                             |                   |                      |       |                                                         |                 |                 |                 |         |
| 13 циклонов  | 25 июня – до сих пор активен     |                             | 155               | 925                  | 100,1 | девять                                                  | девять          | девять          | 2,285           | 47 (21) |

| A | 2 | B | C | 5 | D | E | F | G | H | I | J | K |

| Шкала ураганов Саффира — Симпсона |    |   |   |   |   |   |
| TD                                | TS | 1 | 2 | 3 | 4 | 5 |